# Думбрава-Рошіє
Думбрава-Рошіє (рум. Dumbrava Roșie) — село у повіті Нямц в Румунії. Входить до складу комуни Думбрава-Рошіє.
Село розташоване на відстані 273 км на північ від Бухареста, 7 км на південний схід від П'ятра-Нямца, 92 км на захід від Ясс.

## Населення
За даними перепису населення 2002 року у селі проживали 2728 осіб.
Національний склад населення села:
| Національність | Кількість осіб | Відсоток |
| -------------- | -------------- | -------- |
| румуни         | 2678           | 98,2%    |
| цигани         | 48             | 1,8%     |

Рідною мовою назвали:
| Мова      | Кількість осіб | Відсоток |
| --------- | -------------- | -------- |
| румунська | 2714           | 99,5%    |
| циганська | 14             | 0,5%     |